# Mario Staller
Mario Staller (* 9. Juli 1982 in Bad Kissingen) ist ein deutscher Ju-Jutsu-Sportler und Doppel-Weltmeister im Ju-Jutsu Fighting.

## Biografie
Staller begann im Alter von 12 Jahren mit dem Kampfsport. Bereits mit 15 Jahren gewann er die Bayerischen Meisterschaften. Im Jahr 1998 gewann er im Alter von 16 Jahren die German Open. Daraufhin wurde er in den Nationalkader berufen. Bei den World Games 2005 in Duisburg wurde er in seiner Gewichtsklasse Zweiter. Bei der Weltmeisterschaft 2006 gewann er nach einer Niederlage im Halbfinale die Bronzemedaille. Im Jahr 2008 wurde er in der Klasse bis 77 Kilogramm Weltmeister. Bei den World Games 2009 in Kaohsiung/Taiwan konnte er in seiner Gewichtsklasse den 2. Platz erringen.
2010 holte er bei den ersten World Combat Games in Peking einen Sieg nach Deutschland und konnte in Sankt Petersburg seinen Titel als Weltmeister verteidigen.
Der promovierte Sportwissenschafter Staller trainiert beim Judo Club Wiesbaden 1922. Er ist ehemaliger Polizeibeamter und war dort Einsatztrainer für Selbstverteidigung, Schießen und Einsatztaktik. Staller hat mehrere Bücher zum Thema Ju-Jutsu und Kraftsport verfasst. Er betreibt eine Kampfsportschule in der Krav Maga für Kinder und Erwachsene angeboten wird.
Seit 2018 ist er Professor für Psychologie und Training sozialer Kompetenzen an der Hochschule für Polizei und öffentliche Verwaltung NRW.